# Pavel Horváth
Pavel Horváth est un ancien footballeur international tchèque, né le 22 avril 1975 à Prague. Il évoluait au poste de milieu de terrain.

## Biographie

### En club
En mars 1998, il dispute avec le club du Slavia Prague, les quarts de finale de la Coupe des Coupes, face à l'équipe allemande du VfB Stuttgart.
En mars 2000, toujours avec le Slavia, il dispute les quarts de finale de la Coupe de l'UEFA, face à l'équipe anglaise de Leeds United.
Il participe à la phase de groupe de la Ligue des champions en 2000 avec le Sporting Portugal, puis en 2011 et 2013 avec le Viktoria Plzeň.
Il joue un total de 426 matchs en première division tchèque, inscrivant 82 buts. Il réalise sa meilleure performance lors de la saison 1999-2000, où il marque dix buts.

### En équipe nationale
Le 28 mai 1996, il inscrit son seul et unique but avec les espoirs, lors d'une rencontre amicale face à l'Autriche. Les Tchèques s'imposent sur le large score de 0-5.
Pavel Horváth fait ses débuts internationaux avec la Tchéquie le 9 février 1999, en amical contre la Belgique (victoire 0-1). Le 28 avril 199, il délivre sa première passe décisive avec la Tchéquie, lors d'une rencontre amicale face à la Pologne (défaite 2-1).
Il participe à l'Euro 2000 avec la Tchéquie. Lors de cette compétition organisée en Belgique et aux Pays-Bas, il doit se contenter du banc des remplaçants0 Avec un bilan d'une seule victoire et deux défaites, la Tchéquie ne parvient pas à s'extirper de la phase de poule.
Il reçoit sa dernière sélection en équipe nationale le 17 avril 2002, en amical contre la Grèce (0-0). Au total, il joue 19 matchs avec la Tchéquie.

## Palmarès
- Avec Slavia Prague :
  - Vainqueur de la Coupe de Tchéquie en 1997 et 1999.

- Avec FK Teplice :
  - Vainqueur de la Coupe de Tchéquie en 2003.

- Avec Sparta Prague :
  - Champion de Tchéquie en 1994 et 2007.
  - Vainqueur de la Coupe de Tchéquie en 2007 et 2008.

- Avec Viktoria Plzeň :
  - Champion de Tchéquie en 2011, 2013 et 2015.
  - Vainqueur de la Coupe de Tchéquie en 2010.
  - Vainqueur de la Supercoupe de Tchéquie en 2011.

## Statistiques détaillées

### En club
| Saison                | Club                  | Championnat           | Championnat | Championnat | Coupe(s) nationale(s) | Coupe(s) nationale(s) | Compétition(s) continentale(s) | Compétition(s) continentale(s) | Compétition(s) continentale(s) | Sélection    | Sélection | Sélection | Total | Total |
| Saison                | Club                  | Division              | M.          | B.          | M.                    | B.                    | Comp.                          | M.                             | B.                             | Équipe       | M.        | B.        | M.    | B.    |
| 1993 - 1994           | Sparta Prague         | 1                     | 1           | 0           | -                     | -                     | -                              | -                              | -                              | -            | -         | -         | 1     | 0     |
| 1993 - 1994           | FK Jablonec           | 2                     | 4           | 0           | -                     | -                     | -                              | -                              | -                              | -            | -         | -         | 4     | 0     |
| 1994 - 1995           | FK Jablonec           | 1                     | 26          | 5           | -                     | -                     | -                              | -                              | -                              | -            | -         | -         | 26    | 5     |
| 1995 - 1996           | FK Jablonec           | 1                     | 20          | 3           | -                     | -                     | -                              | -                              | -                              | -            | -         | -         | 20    | 3     |
| 1996 - 1997           | FK Jablonec           | 1                     | 1           | 0           | -                     | -                     | -                              | -                              | -                              | -            | -         | -         | 1     | 0     |
| 1996 - 1997           | Slavia Prague         | 1                     | 25          | 5           | -                     | -                     | C3                             | 4                              | 1                              | -            | -         | -         | 29    | 6     |
| 1997 - 1998           | Slavia Prague         | 1                     | 25          | 5           | -                     | -                     | C2                             | 4                              | 0                              | -            | -         | -         | 29    | 5     |
| 1998 - 1999           | Slavia Prague         | 1                     | 29          | 7           | -                     | -                     | C3                             | 3                              | 0                              | Rep. tchèque | 2         | 0         | 34    | 7     |
| 1999 - 2000           | Slavia Prague         | 1                     | 26          | 10          | -                     | -                     | C3                             | 9                              | 1                              | Rep. tchèque | 8         | 0         | 43    | 11    |
| 2000 - 2001           | Sporting CP           | 1                     | 17          | 0           | -                     | -                     | C1                             | 4                              | 0                              | Rep. tchèque | 4         | 0         | 25    | 0     |
| 2001 - 2002           | Sporting CP           | 1                     | 3           | 0           | -                     | -                     | -                              | -                              | -                              | -            | -         | -         | 3     | 0     |
| 2001 - 2002           | Galatasaray           | 1                     | 3           | 0           | -                     | -                     | -                              | -                              | -                              | Rep. tchèque | 2         | 0         | 5     | 0     |
| 2001 - 2002           | FK Teplice            | 1                     | 13          | 1           | -                     | -                     | -                              | -                              | -                              | Rep. tchèque | 3         | 0         | 16    | 1     |
| 2002 - 2003           | FK Teplice            | 1                     | 25          | 2           | -                     | -                     | -                              | -                              | -                              | -            | -         | -         | 25    | 2     |
| 2003 - 2004           | FK Teplice            | 1                     | 22          | 3           | -                     | -                     | C3                             | 4                              | 1                              | -            | -         | -         | 26    | 4     |
| 2004                  | Vissel Kobe           | 1                     | 14          | 6           | -                     | -                     | -                              | -                              | -                              | -            | -         | -         | 14    | 6     |
| 2005                  | Vissel Kobe           | 1                     | 24          | 3           | -                     | -                     | -                              | -                              | -                              | -            | -         | -         | 24    | 3     |
| 2006                  | Vissel Kobe           | 2                     | 22          | 3           | -                     | -                     | -                              | -                              | -                              | -            | -         | -         | 22    | 3     |
| 2006 - 2007           | Sparta Prague         | 1                     | 20          | 2           | -                     | -                     | -                              | -                              | -                              | -            | -         | -         | 20    | 2     |
| 2007 - 2008           | Sparta Prague         | 1                     | 24          | 4           | -                     | -                     | C1+C3                          | 2+5                            | 0+0                            | -            | -         | -         | 31    | 4     |
| 2008 - 2009           | Viktoria Plzeň        | 1                     | 27          | 8           | 4                     | 2                     | -                              | -                              | -                              | -            | -         | -         | 31    | 10    |
| 2009 - 2010           | Viktoria Plzeň        | 1                     | 28          | 5           | 7                     | 1                     | -                              | -                              | -                              | -            | -         | -         | 35    | 6     |
| 2010 - 2011           | Viktoria Plzeň        | 1                     | 26          | 8           | 6                     | 2                     | C3                             | 2                              | 0                              | -            | -         | -         | 34    | 10    |
| 2011 - 2012           | Viktoria Plzeň        | 1                     | 29          | 5           | 1                     | 0                     | C1+C3                          | 12+1                           | 1+0                            | -            | -         | -         | 43    | 6     |
| 2012 - 2013           | Viktoria Plzeň        | 1                     | 7           | 2           | -                     | -                     | C3                             | 7                              | 3                              | -            | -         | -         | 14    | 5     |
| Total sur la carrière | Total sur la carrière | Total sur la carrière | 461         | 88          | 18                    | 5                     | -                              | 57                             | 7                              | 0            | 19        | 0         | 555   | 100   |